# Lea Padovani
Lea Padovani (Montalto di Castro, 28 luglio 1923 – Roma, 24 giugno 1991) è stata un'attrice italiana.

## Biografia

Lea Padovani nel 1956 circa

Di padre vicentino Ugo e madre nativa di Tuscania (VT) Ida, con i fratelli Lia (anch'essa attrice) e Arturo, Lea Padovani, contro il parere del padre, s'iscrisse all'Accademia nazionale d'arte drammatica di Roma che lasciò nel 1944 per debuttare come soubrette nella rivista Cantachiaro, di Garinei e Giovannini. L'anno seguente, grazie alla sua bellezza e alle sue naturali doti sceniche, entrò nella compagnia di Erminio Macario che la volle nella rivista Febbre azzurra, grazie a cui ottenne il suo primo successo. L'incontro con Macario le consentì di debuttare sul grande schermo nella commedia L'innocente Casimiro.
Nel 1946 ottenne un ruolo di rilievo in Il sole sorge ancora di Aldo Vergano. Notata da Hollywood, recitò in Cristo fra i muratori (1949) di Edward Dmytryk, in cui diede prova delle sue doti di attrice impegnata. Nel frattempo continuò a calcare le scene, alternando ruoli drammatici ad altri brillanti: interpretò Un uomo come gli altri di Armand Salacrou, I parenti terribili di Jean Cocteau, per la regia di Luchino Visconti, e Spirito allegro di Noel Coward. Nel 1953 fu al fianco di Ruggero Ruggeri in una tournée a Londra e a Parigi con Enrico IV e Tutto per bene. Il 15 luglio 1954 ricevette un Nastro d'argento speciale per le sue interpretazioni teatrali.

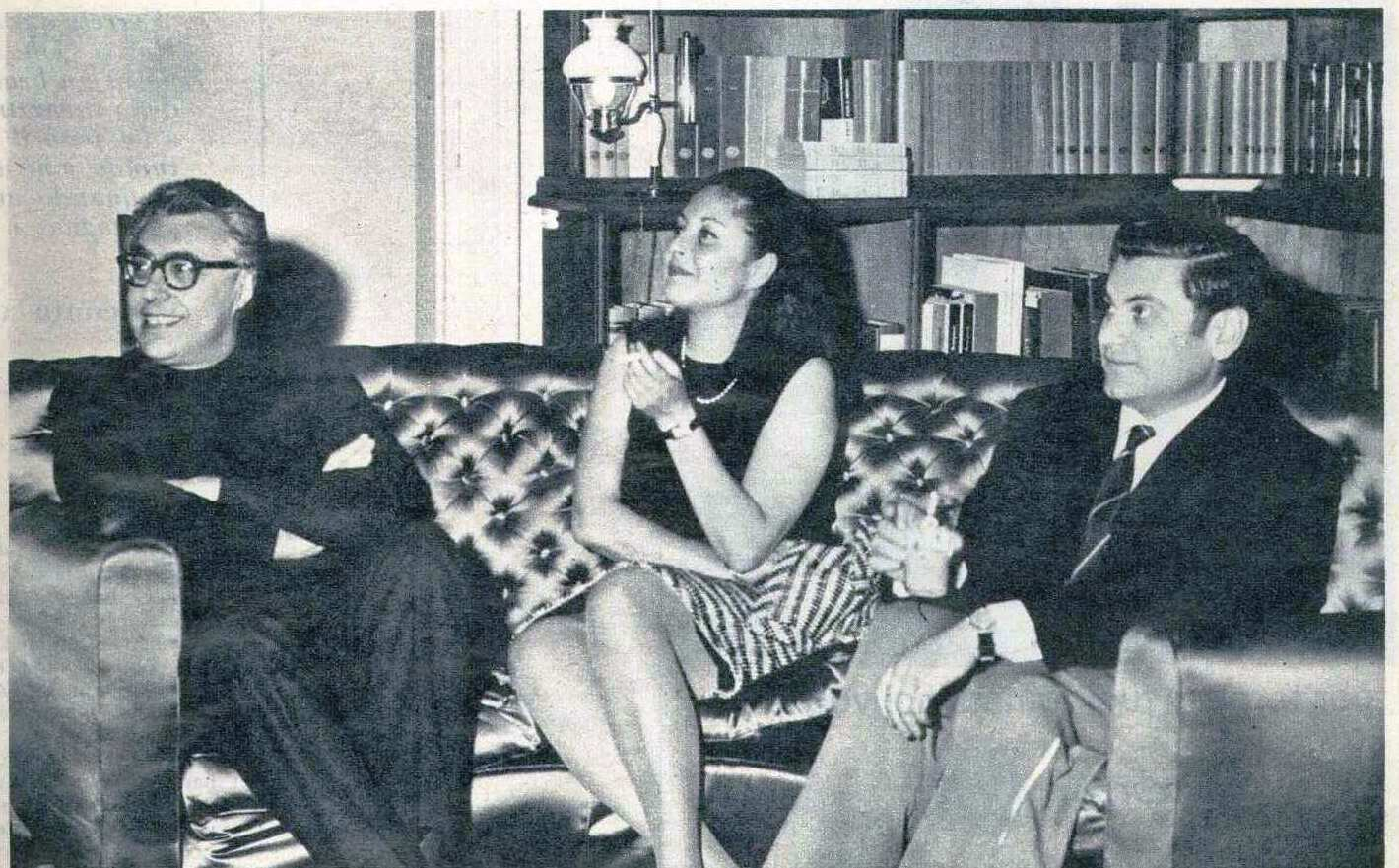
Lea Padovani tra Luigi Silori (a sinistra) e Vittorio Paliotti, nel 1962, nella casa di Silori in viale Gorizia

Negli anni cinquanta continuò con successo sia nel genere comico (Totò e le donne,1952, accanto a Totò, e Il seduttore, 1954, con Alberto Sordi) che in quello drammatico (Fascicolo nero, 1955; Occhio per occhio, 1957). Lavorò anche in televisione in alcuni romanzi sceneggiati, come Piccole donne (1955), Il romanzo di un giovane povero (1957) e Ottocento (1959).

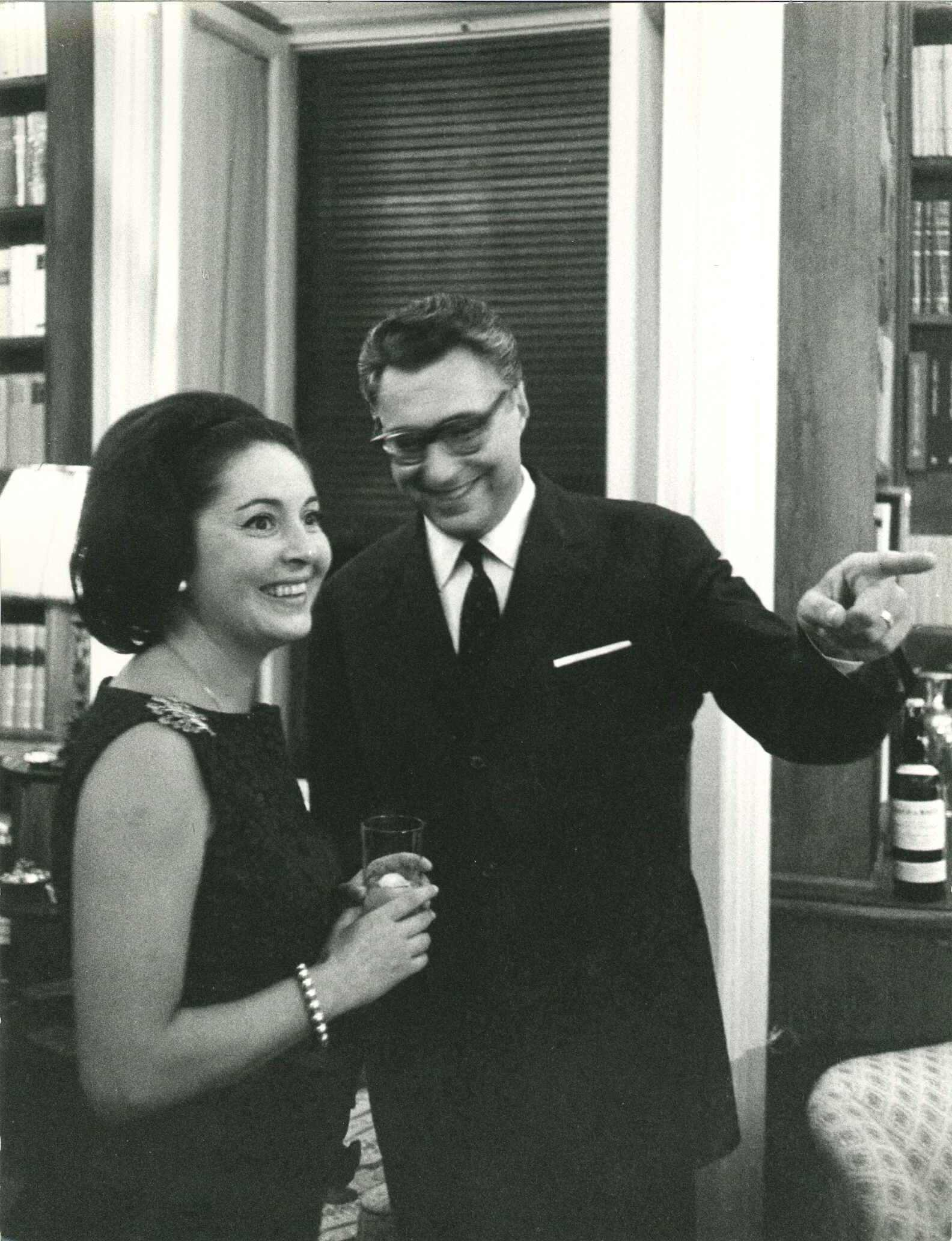
Lea Padovani con lo scrittore Luigi Silori a Roma, nel 1963

A partire dagli anni settanta si allontanò progressivamente dalle scene. L'ultima apparizione degna di rilievo fu nel film televisivo Cuore di mamma (1988), con Ingrid Thulin. Morì nel 1991 a causa di un attacco cardiaco. Poco prima della morte l'attrice raccontò allo scrittore Renzo Allegri alcuni incontri con Padre Pio avvenuti alla fine degli anni cinquanta, chiedendo aiuto per un suo innamorato, malato terminale di tumore.

### Vita privata
Nel 1948 nacque una lunga e tempestosa storia d'amore tra lei e l'attore e regista americano Orson Welles.

## Omaggi
Nel 2006 il regista Oliver Parker ha diretto il film Fade to Black, tratto dal romanzo Dissolvenza al nero di Davide Ferrario, ispirato ad una storia romanzata coinvolgente l'attrice, interpretata nel film da Paz Vega, e il regista Orson Welles, interpretato da Danny Huston.
Nel 2012 è stato inaugurato a Montalto di Castro dal sindaco Sergio Caci e l'assessore alla cultura Eleonora Sacconi il teatro intitolato a Lea Padovani.

## Filmografia

Lea Padovani con Delia Scala in Gran varietà

### Cinema
- L'innocente Casimiro, regia di Carlo Campogalliani (1945)
- Il sole sorge ancora, regia di Aldo Vergano (1946)
- Il diavolo bianco, regia di Nunzio Malasomma (1947)
- Che tempi!, regia di Giorgio Bianchi (1948)
- I cavalieri dalle maschere nere (I Beati Paoli), regia di Pino Mercanti (1948)
- Una lettera all'alba, regia di Giorgio Bianchi (1948)
- Il richiamo del sangue (Call of the Blood), regia di John Clements e Ladislao Vajda (1948)
- Cristo fra i muratori, regia di Edward Dmytryk (1949)
- Due mogli sono troppe, regia di Mario Camerini (1950)
- Taxi di notte, regia di Carmine Gallone (1950)
- Atto di accusa, regia di Giacomo Gentilomo (1950)
- Tre passi a nord, regia di William Lee Wilder (1951)
- La grande rinuncia, regia di Aldo Vergano (1951)
- I due derelitti, regia di Flavio Calzavara (1951)
- Fiamme sulla laguna, regia di Giuseppe Maria Scotese (1951)
- Totò e le donne, regia di Steno e Mario Monicelli (1952)
- Papà ti ricordo, regia di Mario Volpe (1952)
- I figli non si vendono, regia di Mario Bonnard (1952)
- Don Lorenzo, regia di Carlo Ludovico Bragaglia (1952)
- Roma ore 11, regia di Giuseppe De Santis (1952)
- Una di quelle, regia di Aldo Fabrizi (1953)
- Cinema d'altri tempi, regia di Steno (1953)
- Donne proibite di Giuseppe Amato (1953)
- Tempi nostri - Zibaldone n. 2, regia di Alessandro Blasetti (1954)
- La tua donna, regia di Giovanni Paolucci (1954)
- Il seduttore, regia di Franco Rossi (1954)
- Guai ai vinti, regia di Raffaello Matarazzo (1954)
- Gran varietà, episodio Il fine dicitore, regia di Domenico Paolella (1954)
- Napoli è sempre Napoli, regia di Armando Fizzarotti (1954)
- Amori di mezzo secolo, episodio Girandola 1910, regia di Antonio Pietrangeli (1954)
- Divisione Folgore, regia di Duilio Coletti (1954)
- La barriera della legge, regia di Piero Costa (1954)
- La moglie è uguale per tutti, regia di Giorgio Simonelli (1955)
- Fascicolo nero, regia di André Cayatte (1955)
- La contessa di Castiglione, regia di Georges Combret (1955)
- Pane, amore e..., regia di Dino Risi (1955)
- Cheri-Bibi (Il forzato della Guiana) (Chéri-Bibi), regia di Marcello Pagliero (1955)
- L'intrusa, regia di Raffaello Matarazzo (1955)
- Occhio per occhio (Oeil pour oeil), regia di André Cayatte (1956)
- Solo Dio mi fermerà, regia di Renato Polselli (1957)
- Montparnasse (Montparnasse 19), regia di Jacques Becker (1958)
- La maja desnuda, regia di Henry Koster e Mario Russo (1958)
- Pane, amore e Andalusia, regia di Javier Setó (1958)
- La principessa di Clèves (La Princesse de Clèves), regia di Jean Delannoy (1961)
- Cronache di un convento (The Reluctant Saint), regia di Edward Dmytryk (1962)
- La noia, regia di Damiano Damiani (1963)
- Frenesia dell'estate, regia di Luigi Zampa (1963)
- La furia degli uomini (Germinal), regia di Yves Allégret (1963)
- Un uomo a metà, regia di Vittorio De Seta (1966)
- Il gioco delle spie, regia di Paolo Bianchini (1966)
- Gli altri, gli altri... e noi, regia di Maurizio Arena (1967)
- Candy e il suo pazzo mondo, regia di Christian Marquand (1968)
- Ciao Gulliver, regia di Carlo Tuzii (1970)
- Equinozio, regia di Maurizio Ponzi (1971)
- Ehrengard, regia di Emidio Greco (1982)
- Cuore di mamma, regia di Gioia Benelli (1988)
- La puttana del re (La Putain du Roi), regia di Axel Corti (1990)

### Televisione

Lea Padovani, Emma Danieli, Vira Silenti e Maresa Gallo in Piccole donne (1955)

- Piccole donne, dal romanzo di Louisa May Alcott, regia di Anton Giulio Majano, 5 puntate, dal 12 novembre al 10 dicembre 1955.
- Il romanzo di un giovane povero, dal romanzo di Octave Feuillet, regia di Silverio Blasi, 4 puntate, dal 27 aprile al 18 maggio 1957.
- Ottocento, dal romanzo di Salvator Gotta, regia di Anton Giulio Majano, 5 puntate, dal 6 dicembre 1959 al 3 gennaio 1960.
- Ragazza mia, dal romanzo di William Saroyan, regia di Mario Landi, 4 puntate, dal 20 marzo al 9 aprile 1960.
- Il treno per Istanbul, dal romanzo di Graham Greene, regia di Gianfranco Mingozzi, 4 puntate, dal 25 marzo al 15 aprile 1980.
- La quinta donna, regia di Alberto Negrin, 3 puntate, dal 23 maggio al 6 giugno 1982.
- L'amante dell'Orsa Maggiore di Sergiusz Piasecki, regia di Anton Giulio Majano, 7 puntate, dal 20 marzo al 1º maggio 1983.

## Teatro

### Teatro di rivista
- Cantachiaro, di Italo De Tuddo, Pietro Garinei, Sandro Giovannini, Franco Monicelli, regia di Oreste Biancoli, Roma, Teatro Quattro Fontane, 1º settembre 1944.
- Febbre azzurra, di Erminio Macario e Mario Amendola, Milano, Teatro Lirico, 18 agosto 1945.
- Moulin Rouge, di Erminio Macario e Mario Amendola, Milano, Teatro Lirico, 13 ottobre 1945.
- Il venticello del sud, di Nelli e Mangini, Milano, Teatro Mediolanum, 4 dicembre 1945.
- Una mela per Elena, di Dino Falconi, regia di Alessandro Brissoni, Milano, Teatro del Parco, 18 luglio 1946.
- Dietro quel palazzo, di Achille Campanile, regia di Mario Landi, Milano, Teatro del Parco, 31 agosto 1946.

### Teatro di prosa
- Un uomo come gli altri, di Armand Salacrou, regia di Luigi Cimara, Roma, Teatro Eliseo, 12 giugno 1946.
- I parenti terribili, di Jean Cocteau, regia di Luchino Visconti, Milano, Teatro Odeon, 9 ottobre 1946.
- Luce a gas, di Patrick Hamilton, regia di Pietro Sharoff, Milano, Teatro Odeon, 6 novembre 1946.
- La tua giovinezza, di Denis Amiel, regia di Pietro Sharoff, Roma, Teatro delle Arti, 26 febbraio 1948.
- L’allegra verità, di Noël Coward, regia di Pietro Sharoff, Roma, Teatro delle Arti, 17 marzo 1948.
- Spirito allegro, di Noël Coward, regia di Pietro Sharoff, Roma, Teatro delle Arti, 3 aprile 1948.
- L’eroe, di George Bernard Shaw, regia di Pietro Sharoff, Roma, Teatro delle Arti, 4 maggio 1948.
- Addio giovinezza, di Sandro Camasio e Nino Oxilia,regia di Manolo Borromeo, Roma, Teatro Quirino, 19 aprile 1950.
- Sogno di una notte di mezza estate, di William Shakespeare, regia di Guido Salvini, Roma, Teatro Valle, 12 gennaio 1952.
- Enrico IV, di Luigi Pirandello, con Ruggero Ruggeri, Milano, Teatro Nuovo, 13 aprile 1953.
- Tutto per bene, di Luigi Pirandello, con Ruggero Ruggeri, Londra, St. James Theatre, 23 aprile 1953.
- Patata, di Marcel Achard, regia di Gino Cervi, Milano, Teatro Nuovo, 11 dicembre 1957.
- La gatta sul tetto che scotta, di Tennessee Williams, regia di Raymond Rouleau, Milano, Teatro Manzoni, 18 gennaio 1958.
- Serata di gala, di Federico Zardi, regia di Luigi Squarzina, Roma, Teatro Eliseo, 22 marzo 1958.
- The Rose Tattoo, di Tennessee Williams, regia di Sam Wanamaker, Liverpool, Shakespeare Theatre, 4 novembre 1958.
- Le confessioni della signora Elvira, di Mino Roli e Giancarlo Sbragia, regia di Giancarlo Sbragia, Milano, Teatro Odeon, 12 gennaio 1965.
- L'arbitro, di Gennaro Pistilli, regia di Gennaro Magliulo, Roma, Teatro Centrale, 29 ottobre 1965.
- La stanza degli ospiti, di Brunello Rondi, regia di Arnoldo Foà, Roma, Teatro della Cometa, 8 gennaio 1966.
- Menecmi, di Plauto, regia di Accursio Di Leo, Pompei, Teatro Grande, 7 luglio 1966.
- Ruy Blas, di Victor Hugo, regia di Mario Ferrero, Teatro Olimpico di Vicenza, 23 settembre 1966.
- Il testimone, testo e regia di Arnoldo Foà, Bologna, Teatro Duse, 11 novembre 1966.
- Le donne al parlamento, di Aristofane, regia di Fulvio Tonti Rendhell, Ostia Antica, Teatro Romano, 30 giugno 1967.
- Lazzaro, di Luigi Pirandello, regia di Filippo Torriero, Cesena, Teatro Bonci, 12 gennaio 1969
- Le rane, di Aristofane, regia di Fulvio Tonti Rendhell, Ostia Antica, Teatro Romano, 16 luglio 1969.
- Fuori davanti alla porta, di Wolfgang Borchert, regia di Spiro Dalla Porta Xydias, Rovigo, Teatro Sociale, 5 novembre 1969.
- L'estasi e il sangue, di Fulvio Bencini, regia di Andrea Camilleri, Roma, Villa Aldobrandini, estate 1971
- Dal tuo al mio, di Giovanni Verga, Compagnia Rosina Anselmi, Catania, 1973
- Così è (se vi pare), di Luigi Pirandello, regia di Filippo Torriero, Chieti, Teatro Marrucino, 12 marzo 1974.
- Il pellicano, di August Strindberg, regia di Gabriele Lavia, Trieste, Politeama Rossetti, 6 febbraio 1981
- Eroe di scena, fantasma d’amore (Moissi), testo e regia di Giorgio Pressburger, Brescia, Teatro Grande, 11 gennaio 1986
- Tragedia popolare, testo e regia di Mario Missiroli, Spoleto, Teatro Caio Melisso, 24 giugno 1988.

## Prosa televisiva Rai

Lea Padovani (a destra) durante le prove della commedia L'ufficiale della guardia, con Luigi Cimara, Paolo Carlini e Tatiana Pavlova

- Daniele tra i leoni, di Guido Cantini, regia di Anton Giulio Majano, trasmessa il 14 ottobre 1955.
- Cesare e Cleopatra, regia di Franco Enriquez, trasmessa il 25 maggio 1956
- L'Arlesiana, di Alphonse Daudet, regia di Franco Enriquez, 27 luglio 1956.
- Fanny e i suoi domestici, di Jerome K. Jerome, regia di Silverio Blasi, 31 agosto 1956.
- Romanzo, di Edward Sheldon, regia di Daniele D'Anza, 5 ottobre 1956.
- I dialoghi delle Carmelitane, di Georges Bernanos, regia di Tatiana Pavlova, 2 novembre 1956.
- L'ufficiale della guardia, di Ferenc Molnár, regia di Tat'jana Pavlova, 7 dicembre 1956.
- Il gabbiano di Anton Čechov, regia di Mario Ferrero, 1 febbraio del 1957.
- Viaggio verso l’ignoto, di Sutton Vane, regia di Daniele D'Anza, 29 marzo 1957.
- La signora dalle camelie, dal romanzo di Alexandre Dumas (figlio), regia di Daniele D'Anza, 21 giugno 1957.
- La bisbetica domata, di William Shakespeare, regia di Daniele D'Anza, 3 ottobre 1958.
- Ragazza mia, di William Saroyan, regia di Mario Landi, trasmessa il 27 marzo 1960
- Tamburi nella notte, di Bertolt Brecht, regia di Gabriele Lavia, 3 gennaio 1983.
- Zoo di vetro, di Tennessee Williams, regia di Marcello Aliprandi, 13 marzo 1984.
- Colui che non sta al gioco, di Hugo von Hofmannsthal, regia di Giorgio Albertazzi, 1 luglio 1985[7]
- Cuore di mamma, regia di Gioia Benelli, 2 maggio 1990.

## Prosa radiofonica Rai
- Prima serata con Jean Tardieu, regia di Luciano Mondolfo, trasmessa il 28 aprile 1956.
- Seconda serata con Jean Tardieu, regia di Luciano Mondolfo, 5 maggio 1956.
- Serata con Tristan Bernard, regia di Luciano Mondolfo, 12 maggio 1956.
- Serata con Schlumberger, regia di Luciano Mondolfo, 19 maggio 1956.
- Il salone dell'automobile e La cantante calva, di Eugène Ionesco, regia di Luciano Mondolfo, 23 settembre 1956.
- Daniele fra i leoni, di Guido Cantini, regia di Anton Giulio Majano, 28 aprile 1958.
- Assunta Spina, di Salvatore Di Giacomo, regia di Luciana Corda, 2 giugno 1980.

## Discografia
- 1956 – Liriche d'amore dell’antica Cina (Cetra, CL 0425, 7", 33⅓ rpm) a cura di Eugenio Montale, con Paolo Carlini
- 1986 – Federico García Lorca, Romancero gitano (Fonit Cetra, LPX 166, 12") musica di Mikīs Theodōrakīs, con Edgardo Siroli, Valentina Vagliani, Gabriele Grimaldi

## Riconoscimenti
- Nastro d'argento
  - 1954 – Nastro d'argento speciale al complesso delle sue interpretazioni

- Grolla d'oro
  - 1954 – Miglior attrice per Tempi nostri - Zibaldone n. 2

## Doppiatrici
- Lydia Simoneschi in L'innocente Casimiro, Atto d'accusa, I figli non si vendono, Fascicolo nero, La contessa di Castiglione
- Dhia Cristiani in Due mogli sono troppe, Guai ai vinti
- Clara Bindi (dialoghi) e Tina Centi (canto) in Napoli è sempre Napoli
- Adriana Parrella in Una di quelle
- Rina Morelli in La maja desnuda